# Naguib Mahfouz
Naguib Mahfouz (arabiska: نجيب محفوظ, Najīb Maḥfūẓ), född 11 december 1911 i Kairo, död 30 augusti 2006 i Kairo, var en egyptisk författare som mottog Nobelpriset i litteratur 1988.
Han började skriva som sjuttonåring och var starkt påverkad av engelska och franska realister och existentialister, och blev en av arabvärldens första betydande samhällsskildrare. Han anses som en av de första moderna författarna av arabisk litteratur, tillsammans med Tawfiq al-Hakim, att utforska existentialism. Han skrev 34 romaner, över 350 noveller, ett dussin filmmanus och fem pjäser på en 70-årig karriär. De flesta av hans böcker utspelas i hemstaden Kairo. Mahfouz gav ut sin debutroman Abath Al-Agdar 1939. Sitt verkliga genombrott fick han först 1957 med Kairotrilogin, Bayn al Qasrayn (1956), Qasr al Shawq (1957), Sukkariya (1957).

## Biografi
Mahfouz föddes i en familj som tillhörde Kairos muslimska lägre medelklass i stadsdelen Gamaleyya. Han fick sitt namn efter Naguib Pasha Mahfouz (1882-1974), den berömde koptiske läkaren som hjälpte honom till världen. Mahfouz var det sjunde och yngsta barnet i en barnaskara på fem söner och två döttrar. Familjen var bosatt i den populära stadsdelen el-Gamaleyya, tills de 1924 flyttade till den nybyggda förstaden el-Abbaseyya; båda områdena är skådeplatser i många av Mahfouz romaner. Fadern, som Mahfouz har beskrivit som gammeldags, var statlig tjänsteman, och Mahfouz gick så småningom i hans fotspår. Under barndomen läste Mahfouz mycket. Hans mor tog honom till museer, och den egyptiska historien skulle senare vara ett framträdande element i hans författarskap.
Familjen var hängivna muslimer, och Mahfouz fick en strikt islamisk uppfostran. I en intervju han gav på äldre dagar talade han med smärta om det religiösa klimatet i hemmet under barnaåren, och påstod att man aldrig hade kunnat ana att en konstnär skulle komma från den familjen.
Den egyptiska revolutionen 1919 påverkade Mahfouz starkt, fastän han bara var sju år vid tillfället. Från sitt fönster såg han ofta brittiska soldater skjuta mot demonstranter, såväl män som kvinnor. Mahfouz anmärkte senare att revolutionen 1919 skakade hans grundvalar. Efter gymnasiet började Mahfouz studera filosofi vid universitetet i Kairo, där han tog examen 1934. När han ett år arbetat på sin masterexamen, 1936, bestämde han sig för att bli yrkesförfattare. Han arbetade därefter som journalist vid tidningar i Kairo. Den främsta influensen för Mahfouz idéer om vetenskap och socialism under 1930-talet var Salama Moussa, den fabianske akademikern.
Mahfouz övergav universitetsvärlden, och började en karriär vid departementet för religiösa frågor. Han överflyttades dock snart till kulturdepartementet såsom statligt ansvarig för filmindustrin som en direkt följd av hans uppenbara ateism.
Han blev en trotjänare vid regeringen, och hade sin tjänst förlagd vid flera departement, och var en tid direktör för censuren vid statens konstnärliga byrå, för att därefter bli rådgivare vid kulturdepartementet, vilket han förblev till 1972. Han var medredaktör för el-Ahram, en av de större tidningarna, och styrelsemedlem av förlagskoncernen Dar el-Ma'aref. Han utgav 24 romaner, över 350 noveller, dussintals filmmanus och fem dramer under sin sjuttioåriga karriär. Flera av hans romaner har filmatiserats. Han utgav många verk som följetonger, och en del av hans författarskap utgörs av hans kolumn, "Point of View", som utkom varje vecka. Trots att han var mycket berömd i arabvärlden, var bara få av hans verk översatt till något västerländskt språk när han tilldelades Nobelpriset i litteratur 1988.
Till 43 års ålder var Mahfouz ungkarl. Orsaken till detta sena äktenskap var att han följde sin övertygelse att äktenskapet med dess många begränsningar och restriktioner skulle fungera menligt på hans författarskap. År 1954 gifte han sig emellertid, med en egyptisk kvinna, och äktenskapet gav två döttrar.
Vid sidan av sitt författarskap var Mahfouz indragen i kontroverser. Sedan han uttalat stöd för Anwar Sadats fredsavtal i Camp David med Israel 1978, blev hans böcker förbjudna i många arabländer. De förblev detta tills han fick Nobelpriset. I likhet med många andra egyptiska intellektuella, var Mahfouz uppsatt på islamistiska dödslistor. Han försvarade Salman Rushdie efter Ayatollah Ruhollah Khomeini dömt denne till döden 1989, men kritiserade också Satansverserna för att "förolämpa islam". Mahfouz trodde på yttrandefrihet, och fastän han inte personligen delade Rushdies uppfattningar, motsatte han sig att detta skulle resultera i en fatwa med en dödsdom. Av den orsaken fördömde Mahfouz Khomeini 1989, som han menade inte företrädde islam, och som han kallade terrorist. En kort stund senare deltog Mahfouz i ett upprop av 80 intellektuella vilka förklarade att "ingen hädelse fördärvar islam och muslimer så mycket som det att uppmana till mord på en författare". En islamist tog då tillfället i akt och sade till en journalist att händelseutvecklingen med Rushdie inte hade ägt rum om de hade gjort något åt Mahfouz tidigare. Hotet mot Mahfouz växte, och de strider som tidigare rasat återuppstod; han mottog därför dödshot av Omar Abdul-Rahman. Mahfouz fick leva under polisskydd, men när han var 82 år höll han på att dö när han blev knivskuren i nacken utanför sitt hem i Kairo. Han överlevde, men nerverna till hans högra hand skadades, varmed han endast kunde skriva några minuter om dagen därefter. 2006 utkom han med sin sista roman.
Samma år skadade Mahfouz huvudet efter att han ramlat, och han var sedan sjuk till sin död den 30 augusti 2006. Han fick en statsbegravning med militära hedersbetygelser den 31 augusti.

## Romaner
- Abath Al-Aqdar, 1939
- Radubis, 1943
- Kifah Tibah, 1944
- Khan Al-Khalili, 1944
- Al-Qahirah Al-Jadidah, 1946
- Zuqaq Al-Midaqq, 1947 (Midaqq-gränden 1981, översättning: Kerstin Eksell)
- Ignis Fatuus, 1948
- Al-Sarab, 1949
- Bidayah Wa-Nihayah, 1949
- Al-Thulatiya, 1956-57
- Bayn Al-Qasrayn (1956) (Mellan de två slotten 1990, översättning: Kerstin Eksell)
- Qasr Al-Shawq (1957) (Längtans slott 1990, översättning: Ingvar Rydberg)
- Al-Sukkariyah (1957) (Det förflutnas trädgård 1991, översättning: Ingvar Rydberg)
- Awlad Haritna, 1959 (Drömmarnas gata 1990, översättning: Hadi Kechrida och Oluf Lindeqvist)
- Al-Liss Wa-Al-Kilab, 1961 (Tjuven och hundarna, översättning: Jan Åslund, Bakhåll, 1989)
- Al-Summan Wa-Al-Kharif, 1962 (Hösten och vaktlarna 1989, översättning: Ulla Ericson i samarbete med Hesham Bahari)
- Al-Tariq, 1964
- Al-Shahhadh, 1965
- Thartharah Fawq Al-Nil, 1966 (Sorl över Nilen, översättning: Hesham Bahari och Astrid Ericson Bahari, Bakhåll, 1987)
- Miramar, 1967 (Miramar 1988, översättning: Hesham Bahari och Ulla Ericson)
- Al Maraya, 1971
- Al-Hubb Taht Al-Matar, 1973
- Al-Karnak, 1974
- Qalb Al-Layl, 1975
- Hadrat Al-Muhtaram, 1975 (Respektable herrn 1988, översättning: Hesham Bahari och Ulla Ericson)
- Hikayat haratina, 1975 (Berättelser från vår gata 1989, översättning: Kerstin Eksell)
- Malhamat Al-Harafish, 1977
- Asr Al-Hubb, 1980
- Afrah Al-Qubbah, 1981
- Layali Alf Laylah, 1981 (Min natt är tusen nätter 1996, översättning: Jan Åslund)
- Al-Baqi Min Al-Zaman Sa'ah, 1982
- Rihlat Ibn Fattumah, 1983 (Resenären 1989, översättning: Jan Åslund)
- Amam AL-'Arsh, 1983
- Al-A'ish Fi Al-Haqiqah, 1985 (Echnaton: sanningssökaren 2000, översättning: Ulla Ericson)
- Yawm Maqtal Al Za'im, 1985
- Hadith Al-Sabah Wa-Al-Masa, 1987
- Thartharah Ala Al-Bahr, 1993

## Biografier
- Echoes from an Autobiography, 1994